# Squadra haitiana di Coppa Davis
La squadra haitiana di Coppa Davis rappresenta Haiti nella Coppa Davis, ed è posta sotto l'egida della Fédération Haïtienne de Tennis.
La squadra esordì nella competizione competizione nel 1988, e non ha mai fatto parte del Gruppo Mondiale. Attualmente è inclusa nel Gruppo II della zona Americana.

## Organico 2013
Vengono di seguito illustrati i convocati per ogni singolo turno della Coppa Davis 2013. A sinistra dei nomi la nazione affrontata e il risultato finale. Fra parentesi accanto ai nomi, il ranking del giocatore nel momento della disputa degli incontri (la "d" indica che il ranking corrisponde alla specialità del doppio).
| Gruppo II - Primo turno | Gruppo II - Primo turno                                                        |
| Perù (0-5)              | Olivier Sajous (736) Hillel Rousseau (fr*) Joel Allen (fr*) Johann Coles (fr*) |
| ----------------------- | ------------------------------------------------------------------------------ |

| Gruppo II - Playoff | Gruppo II - Playoff                                                                 |
| Guatemala (1-4)     | Olivier Sajous (736) Hillel Rousseau (fr*) Joel Allen (fr*) Jean Marc Bazanne (fr*) |
| ------------------- | ----------------------------------------------------------------------------------- |

- fr = Fuori Ranking